# Kimía Alízadeová
Kimía Alízadeová (* 10. července 1998 Karadž, Írán) je íránská (azerského původu) taekwondistka. Jako první Íránka získala olympijskou medaili, a to bronzovou na letních olympijských hrách v Riu de Janeiru v roce 2016.
Další bronz vybojovala na olympijských hrách v Paříži v roce 2024, kdy však již reprezentovala Bulharsko.

## Život
V lednu 2020 emigrovala z Íránu do Nizozemska. Označila se za „jednu z milionů utlačovaných žen v Íránu“ a svou rodnou zemi už nechtěla reprezentovat. Z Nizozemska se odstěhovala po několika týdnech do Německa s úmyslem reprezentovat tuto zemi.
Olympijských her v Tokiu se zúčastnila jako členka výpravy Uprchlického týmu, nominovaná německým olympijským výborem. V turnaji došla do semifinále, kde ji vyřadila Ruska Taťána Mininaová. V zápase o bronz nestačila na Hatice Kübra İlgünovou z Turecka. V kvalifikaci porazila Nahid Kiyani Chandehovou reprezentující Írán a v osmifinále favorizovanou Britku Jade Jonesovou.
V roce 2024 reprezentovala Bulharsko na olympijských hrách v Paříži, kde získala bronz. Podlehla přitom své bývalé týmové kolegyni Nahíd Kíjaníčandéové, stále reprezentující Írán, která skončila druhá.